# ISO 3166-2:PN

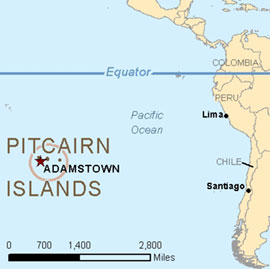
Localización en el mapa de las Islas Pitcairn.

ISO 3166-2:PN es la entrada correspondiente a las Islas Pitcairn en la ISO 3166-2, parte de la norma ISO 3166 publicada por la Organización Internacional de Normalización (ISO), que establece códigos para los nombres de las subdivisiones principales (por ejemplo, provincias o estados) de todos los países codificados en la ISO 3166-1.
Actualmente no hay códigos ISO 3166-2 definidos en la entrada de las Islas Pitcairn, dado que el territorio no posee subdivisiones definidas.
Las Islas Pitcairn tienen asignado oficialmente el código PN en la ISO 3166-1 alfa-2.